# Manólis Paterákis
Manólis Paterákis, en grec moderne : Μανώλης Πατεράκης, ou Emmanouíl Paterákis, ou, dans les sources anglophones, Manoli Paterakis, est un partisan grec de la résistance crétoise pendant l'occupation, durant la Seconde Guerre mondiale. Il est originaire du village de Koustogérako, dans la province de Kándanos-Sélino.

## Biographie
Au début de la Seconde Guerre mondiale, Paterákis est un jeune gendarme sur l'île de Crète. Après la bataille de Crète, il est évacué au Moyen-Orient, où il s'entraîne au sabotage avec les commandos britanniques. Il retourne en Crète, avec Georgios Tyrakis, en tant qu'associé permanent de Patrick Leigh Fermor et W. Stanley Moss, pour une mission de capture du général allemand Heinrich Kreipe.
Ils arrêtent le général et le conduisent dans les montagnes, en continuant vers le sud, jusqu'à une baie, dont le nom de code est X75, près de Rodákino, d'où Kreipe est embarqué sur un Motor Launch britannique, à destination du Caire. 
Alors que la guerre se poursuit, les Allemands assassinent le père de Paterákis et ses deux frères.
Après la guerre, il se retrouve sans travail. Bien plus tard, les Allemands, ignorant le rôle qu'il avait joué dans la capture de Kreipe, lui proposent du travail et le nomment gardien au cimetière militaire allemand de Máleme.